# Cañaica del Calar
Los abrigos de Cañaica del Calar son un conjunto pictórico parietal prehistórico del Neolítico, situado en el municipio de Moratalla, en la Región de Murcia. Los hallazgos, están situados en el paraje "Cañaica de Andrés", cerca de otros abrigos , un pueblo eneolítico y un enterramiento megalítico. Están incluidos dentro del conjunto del arte rupestre del arco mediterráneo de la península ibérica, por lo que forma parte del Patrimonio de la Humanidad.

## Descripción
La mayor parte de las pinturas se encuentran en un barranco muy escarpado y profundo, de unos 2 kilómetros. En total existen 7 cuevas, agrupadas en 4 abrigos. Cañaica del Calar I, II, III Y IV. Se encuentran en la mitad del barranco, próximos a la pequeña localidad de Calar de la Santa. Estos abrigos se descubrieron en 1967, al abrir una cantera cercana. 
Las pinturas de La Cañica del Calar, fueron estudiadas por los profesores Walter y Carbonell. Actualmente están considerados como uno de los conjuntos pictóricos más importantes de la Región de Murcia. Cercanos a estos abrigos se encuentran otros, como los de la Fuente del Sabuco. Además hay un poblado eneolítico, también en las cercanías.